# Bissey-sous-Cruchaud
Bissey-sous-Cruchaud é uma comuna francesa na região administrativa de Borgonha-Franco-Condado, no departamento Saône-et-Loire. Estende-se por uma área de 11,16 km². Em 2010 a comuna tinha 345 habitantes (densidade: 30,9 hab./km²).